# Nieuwolda
Nieuwolda est un village situé dans la commune néerlandaise d'Oldambt, dans la province de Groningue. Le 1er janvier 2006, le village comptait 1 180 habitants.
Nieuwolda était une commune indépendante jusqu'au 1er janvier 1990. À cette date, la commune est supprimée et rattachée à Scheemda, tout comme la commune de Midwolda. Depuis le 1er janvier 2010, la localité fait partie de la commune d'Oldambt.